# Escrita ahom
A Escrita Ahom' é um Abugida que foi usado para escrever a língua ahom, um extinto idioma tai falado pelos Ahoms que dominaram a parte leste (cerca de um terço) do vale do rio Brahmaputra, no estado de Assam, Índia, entre os séculos XIII e XVIII. A língua também é chamada de Thai Ahom 

## Características
Como a maioria dos Abugidas, a escrita Ahom tem para cada consoante uma vogal inerente, o /a/. Outras vogais são identificadas por diacrítico que são escritos acima, abaixo, à direita ou à esquerda da consoante. Mesmo sendo o Ahom uma língua tonal, sua escrita não indica os tons. Além dessa falta de indicação de tom, há outras inconsistências nessa escrita: uma consoante pode ser escrita uma vez num texto, mas pronunciada duas vezes, palavras comuns podem ter sua pronúncia encurtada e as palavras consecutivas iniciando com a mesma consoante podem ficar contraídas.

## História
A escrita Ahom provavelmente se derivou da alguma escrita da Índia ou mesmo da escrita brami, a raiz da maioria das escritas abugidas índicas e do sudeste asiático. Sua origem é possívelmente do sul da Índia.
A escrita brami se espalhou de forma pacífica pela “indianização”, pela difusão das línguas da Índia. Assim, naturalmente se expandiu para o sudeste asiático, através dos portos rotas de comércio. Nesses locais de comércio, antigas inscrições em Sânscrito foram encontradas, as quais usavam antigas escritas da Índia. Outras variantes dessas escritas se desenvolveram mais tarde na Ásia. Inicialmente as escritas representavam línguas do sub-continente indiano, mas depois foram surgindo outras escrita no sudeste asiático, nem todas eram derivadas unicamente daquelas originárias do brami, da Índia. Assim, mais tarde, símbolos para sons exclusivos de línguas da Tailândia foram sendo criados e as escritas de pura origem Índica foram sendo abandonadas.
Acredita-se que o povo Ahom adotou sua escrita a partir das antigas escritas do mon e do birmanês, antes de migrar para o vale do rio Brahmaputra. Isso se baseia nas enormes semelhanças entre as formas dos caracteres Ahom e daqueles Mon e Birmaneses antigos. É óvio que a escrita sofreu algumas mudanças durantes seus poucos séculos de uso. Uma forma impressa de fontes Ahom foi desenvolvida para uso no primeiro "Ahom-Assamese-English Dictionary".
A língua assamesa e sua escrita substituíram o Ahom por volta do século XVII.. A escrita não é mais usada pelo Ahoms no seu dia-a-dia, mas ainda tem uma certa significância cultural em cantos religiosos e em literatura. Coleções da cultura Assamesa guardam antigos texto escritos em Ahom.

## Traduções
Infelizmente, houve muitas traduções falsas e fabricadas de textos em Ahom, o que retardou a legítima e correta tradução de textos reais. As publicações originadas desses trabalhos de falsificação apresentavam análises incorretas de gramática e de semântica que muito dificultaram os futuros trabalhos de pesquisadores. Uma tradução mais recente da grande obra Ahom Buranji (escrita em Ahom) por um certo Golap Chandra Barua, o mesmo responsável pela fabricação de  falsas amostras da escrita levou, anos mais tarde, Professor Prasert na Nagara a descobrir toda essa falsificação. Mesmo com esses problemas e ainda com a ausência de falantes nativos e textos mais específicos, estudos corretos da língua e da escrita Ahom ainda prevalecem, textos foram traduzidos e transliterados com o uso de palavras, carateres e contextos realmente conhecidos.
Essas tentativas de revitalizar a cultura Ahom encorajou linguistas a traduzir mais textos da língua, mas ainda há problemas, pois muitas dessas traduções são meras reescritas de textos assameses em alfabeto Ahom, sem preocupações com a gramática correta. Os autores de Tai Ahoms and the Stars acreditam que um correto reviver da escrita deveria se basear na língua tailandesa, com informações sobre tons conforme as línguas Tai e com a criação de uma nova escrita, o "neo-Ahom".